# Televizija (roman)

### Općeniti podaci
Televizija je peti roman belgijskog pisca Jean-Philippea Toussainta, objavljen 1997. Dobio je nagradu Victor-Rossel za ovo djelo te iste godine. Radi se o doživljavanju televizije glavnoga lika: povjesničara umjetnosti čije ime se ne dozna. Priča se pripovjeda u prvom licu, što omogućuje autoru da naglasi efekt koji ima televizija na glavnom liku i kako on nju doživljava u svakodnevnom životu.

### Povijesne i književne okolnosti
Televizija pripada žanru fikcije, premda ovo djelo graniči s medijskim razgovorom. Jean-Philippe Toussaint dodiruje vrlo aktualnu temu svakidašnjeg života većine ljudi, negativne posljedice televizije u čovjekovom životu i kako televizija utječe na našu percepciju stvarnosti. Ovo je iznimno zabavna i duhovita knjiga, no ona također ima filozofsku dubinu i temu. Toussaint je rekao da nije htio napisati esej ili pamflet, već govoriti o svom razdoblju. To je razdoblje velike popularnosti i pristupačnosti televizije na globalnoj skali. Zaluđenost koju je ona izazvala na epidemičan način je tema ovog romana i ono što zapravo zanima pisca. 

### Stil
Stil pisanja ovog autora je minimalističan i prepun detalja. On se usredotočuje na površinu stvari, pomoću golemog rječnika i dugim opisima koja vrve kada se tiče fizičkog izgleda. Sve to opisuje stvari koje se najčešće doživljava kao nebitnima i nerelevantnima, ali ti opisi služe stvaranju konkretne slike, baš kao da je uslikana fotografija.
Također nije neobično da Toussaintovi likovi i stvari nemaju drugih značenja osim sebe samih. Još jedna osobina njegovog stila je glavni lik koji se stapa s pripovjedačem u prvom licu. To daje autoru prostor da uspostavi vezu s čitateljem i da uvede više komičnih elemenata u svoje djelo. Televizija obiluje zabavnim komentarima pripovjedača, odnosno glavnog lika koji malo nalikuje na samog pisca: Jean-Philippea Toussainta. Sve humoristične situacije su smiješne zahvaljujući osobnosti glavnoga lika i njegovim komentarima čitatelju. Ono što misli Drescherima i njihovim biljkama, o lopovima koju su krali televizor i njegova reakcija na situaciju, ono što si je zamišljao dok je gledao ženu koja je čekala taksi kada je išao kući nakon večere s Johnom Doryjem, kako je analitički promatrao sve kod Ursule i kako je gledao televiziju za kaznu što joj je gledao prsa.

### Važnost za povijest književnosti
Toussaint, kao svestran čovjek, uvodi fotografiju, film i televiziju u svoj književni prostor. Ta mješavina je vrlo karakteristična za njega, ali je to nešto novo na frankofonoj književnoj sceni nakon Novog romana. On pripada skupini autora minimalista i autorima ludičkih romana koji su se pojavili osamdesetih godina.

### Sažetak
Toussaint piše u ovoj knjizi o ljetu glavnog lika koji je otišao u Berlin kako bi napisao rad o Tizianu Vecelliju. Televizija počinje s Tour de Franceom, zadnja stvar koju je glavni junak bio pogledao. Odlučio je da neće više gledati televiziju jer mu ona oduzima previše vremena i ne dozvoljava mu da se posveti svome radu. Kroz unutarnje monologe on otkriva da ima trudnu ženu, Delon, i petogodišnjeg sina. Njegovo susretanje sa susjedima, starim njemačkim parom: Ingom i Uwom Drescherom, su smiješne epizode njegova svakodnevnoga života. Oni su ga zamolili da im čuva biljke dok su na godišnjem odmoru, nešto što ovaj povjesničar nije napravio pa je zato kasnije pokušavao na neobičan način poboljšati situaciju. Jednog dana u srpnju, slučajno je sreo Hansa Heinricha Mecheliusa, predsjednika udruge koja mu je dodijelila stipendiju za Berlin. Ovaj prizor je posebno smiješan jer je glavni lik kada se morao upoznati s njegovim kolegama, igrom slučaja bio gol u parku Halenseeu zbog vrućine. Zatim odlazi u knjižnicu da pronađe jedan Mussetov tekst u kojem je spomenuo Karla V. i Tiziana, no zbog nesposobnih knjižničarki izgubi vrijeme i živce. Cijela jedna filozofija je predstavljena čitatelju, ali glavni junak nastavlja bez pisanja svog eseja zato što nema inspiracije ni volje. Kasnije on izlazi sa svojim prijateljem Johnom Doryjem, i dok se pripit vraćao kući po noći, odlučio je otići do Dreschera da pokuša spasiti biljke, ali to je završilo tako što je njihovu dragu paprat stavio u hladnjak. Tri tjedna nakon što su otišli, kada je završio Tour de France, Drescheri su se vratili. Scena kada glavni lik pokušava izvaditi biljku iz hladnjaka a da susjedi ne primijete je doista duhovita. Jednog drugog dana je pak otišao sa svojim prijateljem Johnom kod Ursule, Johnove učenice. Ona je bila pilot njihove zračne avanture. Nakon te epizode je glavni lik posjetio muzej Dahlem. Tamo je mislio o Karlu V. koji je bio izložen na jednoj slici. Naposljetku, Delon stiže iz Italije k njemu u Berlin sa sinom.

### Element televizije
Na početku romana, glavni lik je odlučio prestati gledati televiziju, zato što je zaključio da ga zatupljuje, i između ostalog, televizija mu ne dopušta da se u potpunosti posveti svom radu. Ironično, odbijanje televizije je bilo još gore, jer je glavni lik razvio neku vrstu ovisnosti o detaljnom promatranju i analiziranju svih situacija koje imaju ikakve veze s televizijom, što ga je mnogo više omelo. On vidi svijet kao televizijsku seriju, i pokušava opisati ljudi na temelju televizije i njenog utjecaja na njihove živote. Glavni lik se osjeća čak ugroženo sveprisutnosti televizije, vidi ju posvuda: u svim kućama, u muzeju u kojem su kamere i videi, i također na samom kraju djela on primjećuje da su inicijali teme njegovog rada, Tiziana Vecellija, TV.

## Vanjske poveznice
- La television

- Jptoussaint.com:La television

- fr.wikipedia.org:Littérature_française

- Textyles: La televison

- New York Times:Books - rewiew: Television

- fr.wikipedia.org:Jean-Philippe_Toussaint